# Scraptrinae
Scraptrinae is een onderfamilie van vliesvleugelige insecten in de familie Colletidae.